# Rock Brasília - Era de Ouro
Rock Brasília - Era de Ouro é um documentário brasileiro de 2011, dirigido por Vladimir Carvalho que conta história do Rock de Brasília.

## Sinopse
O documentário conta a história dos jovens brasilienses que liderados por Renato Russo, depois de um longo caminho e obstáculos, veem o seu sonho se tornando realidade, com o sucesso de suas bandas.